# Materiale motore della Deutsche Bahn
Questa pagina contiene una lista dei gruppi di locomotive e automotrici che sono state immatricolate nel parco della Deutsche Bahn dalla sua costituzione (1994).

## Locomotive a vapore
| Gruppo          | Provenienza   | Rodiggio | Note               |
| --------------- | ------------- | -------- | ------------------ |
| 003             | DR 03         | 2'C1'    |                    |
| 041             | DR 41         | 1'D1'    |                    |
| 044             | DR 44         | 1'E      |                    |
| 050             | DR 50         | 1'E      |                    |
| 052             | DR 52         | 1'E      |                    |
| 065             | DR 65.10      | 1'D2'    |                    |
| 099 (701 ÷ 713) | DR 99.51 ÷ 60 | B'B'     | Scartamento 750 mm |
| 099 (720)       | DR 99.67 ÷ 71 | E        | Scartamento 750 mm |
| 099 (722 ÷ 735) | DR 99.73 ÷ 76 | 1'E1'    | Scartamento 750 mm |
| 099 (760)       | DR 99 4532    | D        | Scartamento 750 mm |
| 099 (770 ÷ 771) | DR 99.463     | D        | Scartamento 750 mm |
| 099 (780 ÷ 781) | DR 99.480     | 1'D      | Scartamento 750 mm |
| 099 (901 ÷ 903) | DR 99.32      | 1'D1'    | Scartamento 900 mm |
| 099 (904 ÷ 905) | DR 99.33      | D        | Scartamento 900 mm |

## Locomotive elettriche
| Gruppo | Provenienza | Rodiggio | Note                                   |
| ------ | ----------- | -------- | -------------------------------------- |
| 101    |             | Bo'Bo'   |                                        |
| 103    | DB 103      | Co'Co'   |                                        |
| 109    | DR 211      | Bo'Bo'   |                                        |
| 110    | DB 110      | Bo'Bo'   |                                        |
| 111    | DB 111      | Bo'Bo'   |                                        |
| 112    | DR 212      | Bo'Bo'   |                                        |
| 113    | DB 113      | Bo'Bo'   |                                        |
| 114    | DB 114      | Bo'Bo'   |                                        |
| 114.0  |             | Bo'Bo'   | Rinumerazione del gruppo 112.0         |
| 114.1  |             | Bo'Bo'   | Trasformazione dal gruppo 143.1        |
| 114.3  |             | Bo'Bo'   | Trasformazione dal gruppo 143.1        |
| 114.5  |             | Bo'Bo'   | Trasformazione dal gruppo 112.0        |
| 115    |             | Bo'Bo'   | Rinumerazione dai gruppi 110 e 113     |
| 117    |             | Bo'Bo'   | Tipo Siemens ES64U2, politensione      |
| 120    | DB 120      | Bo'Bo'   |                                        |
| 127    | DB 127      | Bo'Bo'   | Tipo Siemens ES64P                     |
| 128    |             | Bo'Bo'   | Tipo AEG 12X                           |
| 139    | DB 139      | Bo'Bo'   |                                        |
| 140    | DB 140      | Bo'Bo'   |                                        |
| 141    | DB 141      | Bo'Bo'   |                                        |
| 142    | DR 242      | Bo'Bo'   |                                        |
| 143    | DR 243      | Bo'Bo'   |                                        |
| 145    |             | Bo'Bo'   | Tipo Bombardier TRAXX                  |
| 146.0  |             | Bo'Bo'   | Tipo Bombardier TRAXX                  |
| 146.1  |             | Bo'Bo'   | Tipo Bombardier TRAXX                  |
| 146.2  |             | Bo'Bo'   | Tipo Bombardier TRAXX                  |
| 150    | DB 150      | Co'Co'   |                                        |
| 151    | DB 151      | Co'Co'   |                                        |
| 152    |             | Bo'Bo'   | Tipo Siemens ES64F                     |
| 155    | DR 250      | Co'Co'   |                                        |
| 156    | DR 252      | Co'Co'   |                                        |
| 171    | DR 251      | Co'Co'   | Alimentazione a 25 kV, 50 Hz           |
| 180    | DR 230      | Bo'Bo'   | Politensione                           |
| 181    | DB 181      | Bo'Bo'   | Politensione                           |
| 182    |             | Bo'Bo'   | Tipo Siemens ES64U2, politensione      |
| 184    | DB 184      | Bo'Bo'   | Politensione                           |
| 185.0  |             | Bo'Bo'   | Tipo Bombardier F140 AC1, politensione |
| 185.1  |             | Bo'Bo'   | Tipo Bombardier F140 AC2, politensione |
| 186.1  |             | Bo'Bo'   | Tipo Bombardier F140 MS, politensione  |
| 189    |             | Bo'Bo'   | Tipo Siemens ES 64 F4, politensione    |

## Locomotive diesel
| Gruppo | Provenienza              | Rodiggio   | Note                          |
| ------ | ------------------------ | ---------- | ----------------------------- |
| 201    | DR 110                   | B'B'       |                               |
| 202    | DR 112                   | B'B'       |                               |
| 203    |                          | B'B'       | Trasformazione dal gruppo 202 |
| 204    | DR 114                   | B'B'       |                               |
| 210.4  |                          | B'B'       | Trasformazione dal gruppo 218 |
| 211    | DB 211                   | B'B'       |                               |
| 212    | DB 212                   | B'B'       |                               |
| 213    | DB 213                   | B'B'       |                               |
| 214    | DB 214                   | B'B'       |                               |
| 215    | DB 215                   | B'B'       |                               |
| 216    | DB 216                   | B'B'       |                               |
| 217    | DB 217                   | B'B'       |                               |
| 218    | DB 218                   | B'B'       |                               |
| 219    | DR 119                   | C'C'       |                               |
| 220    | DR 120                   | Co'Co'     |                               |
| 225    |                          | B'B'       | Trasformazione dal gruppo 215 |
| 225.8  |                          | B'B'       | Rinumerazione dal gruppo 218  |
| 226    |                          | B'B'       | Trasformazione dal gruppo 216 |
| 228    | DR 118                   | B'B', C'C' |                               |
| 229    |                          | C'C'       | Trasformazione dal gruppo 219 |
| 230    | DR 130                   | Co'Co'     |                               |
| 231    | DR 131                   | Co'Co'     |                               |
| 232    | DR 132                   | Co'Co'     |                               |
| 233    |                          | Co'Co'     | Trasformazione dal gruppo 232 |
| 234    |                          | Co'Co'     | Trasformazione dal gruppo 232 |
| 241    |                          | Co'Co'     | Trasformazione dal gruppo 232 |
| 242    | DR 142                   | Co'Co'     |                               |
| 245    |                          | Bo'Bo'     | Tipo Bombardier P160 DE ME    |
| 247    | ECR 0077                 | Co'Co'     |                               |
| 250    |                          | Co'Co'     | Tipo Adtranz DE-AC33C         |
| 259    | Yeoman Highlander 59 003 | Co'Co'     | Tipo EMD JT26CW-SS            |
| 260    |                          | B'B'       | Tipo Voith Gravita            |
| 261    |                          | B'B'       | Tipo Voith Gravita            |
| 261    |                          | B'B'       | Tipo Vossloh G 1000 BB        |
| 262    |                          | B'B'       | Trasformazione dal gruppo 212 |
| 264    | NS 6400                  | Bo'Bo'     |                               |
| 266    | NS 6400                  | B'B'       | Tipo MaK G 1206               |
| 290    | DB 290                   | B'B'       |                               |
| 291    | DB 291                   | B'B'       |                               |
| 293    | DR 108                   | B'B'       |                               |
| 294    |                          | B'B'       | Ricostruzione dal gruppo 290  |
| 295    |                          | B'B'       | Ricostruzione dal gruppo 291  |
| 296    |                          | B'B'       | Ricostruzione dal gruppo 290  |
| 298    |                          | B'B'       | Ricostruzione dal gruppo 293  |

## Automotrici elettriche
| Gruppo    | Provenienza | Note                                                |
| --------- | ----------- | --------------------------------------------------- |
| 401       | DB 401      | "ICE 1", ad alta velocità                           |
| 402       |             | "ICE 2", ad alta velocità                           |
| 403       |             | "ICE 3", ad alta velocità                           |
| 406       |             | "ICE 3M", politensione, ad alta velocità            |
| 407       |             | Tipo Siemens Velaro, politensione, ad alta velocità |
| 409       |             | Thalys, politensione, ad alta velocità              |
| 410.0     | DB 410.0    | "ICE V", ad alta velocità                           |
| 410.1     |             | "ICE S", ad alta velocità                           |
| 411       |             | "ICE T7", ad alta velocità                          |
| 415       |             | "ICE T5", ad alta velocità                          |
| 420/421   | DB 420/421  |                                                     |
| 422/432   |             |                                                     |
| 423/433   |             |                                                     |
| 424/434   |             |                                                     |
| 425/435   |             |                                                     |
| 426       |             |                                                     |
| 429       |             | Tipo Stadler Flirt                                  |
| 430       |             |                                                     |
| 440/441   |             | Tipo Alstom Coradia Continental                     |
| 442/443   |             | Tipo Bombardier Talent 2                            |
| 445/446   |             | Tipo Stadler KISS                                   |
| 450       |             | Tram-treno, tipo GT8-100C/2S                        |
| 452       |             | Tram-treno, tipo Alstom RegioCitadis                |
| 470       | DB 470      | S-Bahn di Amburgo                                   |
| 471       | DB 471      | S-Bahn di Amburgo                                   |
| 472/473   | DB 472/473  | S-Bahn di Amburgo                                   |
| 474       |             | S-Bahn di Amburgo                                   |
| 475       | DR 275      | S-Bahn di Berlino                                   |
| 476       | DR 276      | S-Bahn di Berlino                                   |
| 477       | DR 277      | S-Bahn di Berlino                                   |
| 478       | vari        | Veicoli di servizio della S-Bahn di Berlino         |
| 479.2     | DR 279.2    | Automotrici della Oberweißbacher Bergbahn           |
| 479.6     | DR 279.0    | Automotrici della Buckower Kleinbahn                |
| 480       | BVG 480     | S-Bahn di Berlino                                   |
| 481/482   |             | S-Bahn di Berlino                                   |
| 485       | DR 270      | S-Bahn di Berlino                                   |
| 488.1 ÷ 2 |             | Veicoli storici della S-Bahn di Berlino             |
| 491       | DB 491      | "Gläserner Zug"                                     |

## Automotrici ad accumulatori
| Gruppo | Provenienza | Note |
| ------ | ----------- | ---- |
| 515    | DB 515      |      |

## Automotrici diesel
| Gruppo | Provenienza | Note                                  |
| ------ | ----------- | ------------------------------------- |
| 605    |             | "ICE TD", ad assetto variabile        |
| 610    | DB 610      | "Pendolino", ad assetto variabile     |
| 611    |             | "Regio-Swinger", ad assetto variabile |
| 612    |             | "Regio-Swinger", ad assetto variabile |
| 614    | DB 614      |                                       |
| 618    |             | Tipo Alstom Coradia LIREX             |
| 620    |             | Tipo Alstom Coradia LINT 81           |
| 622    |             | Tipo Alstom Coradia LINT 54           |
| 624    | DB 624      |                                       |
| 626    | KVG ?       |                                       |
| 627    | DB 627      |                                       |
| 628    | DB 628      |                                       |
| 629    |             | Trasformazione dal gruppo 628         |
| 634    | DB 634      |                                       |
| 640    |             | Tipo Alstom Coradia LINT 27           |
| 641    |             | Tipo Alstom Coradia A TER             |
| 642    |             | Tipo Siemens Desiro Classic           |
| 643    |             | Tipo Bombardier Talent                |
| 644    |             | Tipo Bombardier Talent                |
| 646    |             | Tipo Stadler GTW 2/6                  |
| 648    |             | Tipo Alstom Coradia LINT 41           |
| 650    |             | Tipo Stadler Regio-Shuttle RS1        |
| 670    |             |                                       |
| 672    |             | Tipo DWA LVT/S                        |
| 675    | DR 175      |                                       |
| 690    |             | Tipo CargoSprinter                    |
| 691    |             | Tipo CargoSprinter                    |
| 771    | DR 171      | Autobus su rotaia                     |
| 772    | DR 172      | Autobus su rotaia                     |